# Улица Парижской Коммуны (Самара)
У́лица Пари́жской Комму́ны — улица в посёлке Управленческом Красноглинского района Самары. Располагается между Красноглинским шоссе и улицей Академика Кузнецова, пересекает улицы Красногвардейскую, Солдатскую и Сергея Лазо.

## Происхождение названия
Улица получила своё название в честь революционного правительства Франции 1871 года — Парижской Коммуны.

## Здания и сооружения
На данной улице располагается старейшая в посёлке Управленческом общеобразовательная школа № 27 c углубленным изучением отдельных предметов, КДЮТТ «Импульс».
Застройка двухэтажными зданиями барачного типа началась по улице Парижской Коммуны в 1938—1939 годах. Большинство этих домов признаны ветхими и аварийными, некоторые уже снесены, но несколько зданий остались (по состоянию на 2024 год): дома № 2 — 12 по чётной стороне, а также 15 — 19 по нечётной.
Основную часть зданий составляют двухэтажные дома середины 1950-х годов, построенные для немецких специалистов и сотрудников СНТК им. Кузнецова. В 1985—1995 годы был построен новый микрорайон из панельных 9-этажных зданий. В настоящее время[когда?]

 различными компаниями продолжается активная точечная застройка улицы Парижская Коммуна, возведено и в ближайшее время[когда?]

 ожидается сдача ещё нескольких многоэтажек.
Около пересечения с ул. Сергея Лазо находится небольшой православный храм в честь иконы Божией Матери Смоленская и поклонный крест.

## Транспорт
Общественный транспорт не ходит по ул. Парижской Коммуны, но на расстоянии квартала со стороны улицы ул. Лазо находится центральная остановка «Управленческий», со стороны улицы Красногвардейской — остановка «4 квартал». Добраться до них можно
- автобусами 1, 50, 51, 78, 79
- маршрутными такси 232, 389, 392, 392А, 406.

В конце улицы, около Красноглинского шоссе расположена большая автостоянка.